# Іващенко Ігор Єфремович
Ігор Єфремович Іва́щенко (нар. 17 грудня 1931, Григорівка) — український диригент, композитор; народний артист УРСР з 1974 року.

## Біографія
Народився 17 грудня 1931 року в селі Григорівці (нині Обухівський район Київської області, Україна). Член КПРС з 1956 року. 1957 року закінчив Київську консерваторію (клас диригування Олександра Климова).
Працював у Києві: з 1955 року — диригент, з 1956 по 1980 рік — головний диригент Ансамблю танцю УРСР імені Павла Вірського; у 1981–1983 роках — головний диригент Театру оперети.

## Творчість
Автор музичних обробок для танцювальних композицій: «Чумацькі радощі», «Ой під вишнею», «Рукодільниці», «Подоляночка», «Ляльки», «Новорічна метелиця» та інших.